# 鲁纳维克市镇
鲁纳维克市镇是法罗群岛市镇，行政中心为Saltangará镇。市镇面积为99.9平方公里，人口数量为4,213人（2021年1月）。
市镇范围覆盖东岛部分地区，包括14个村庄，为法罗群岛上第三大市镇。

## 图集

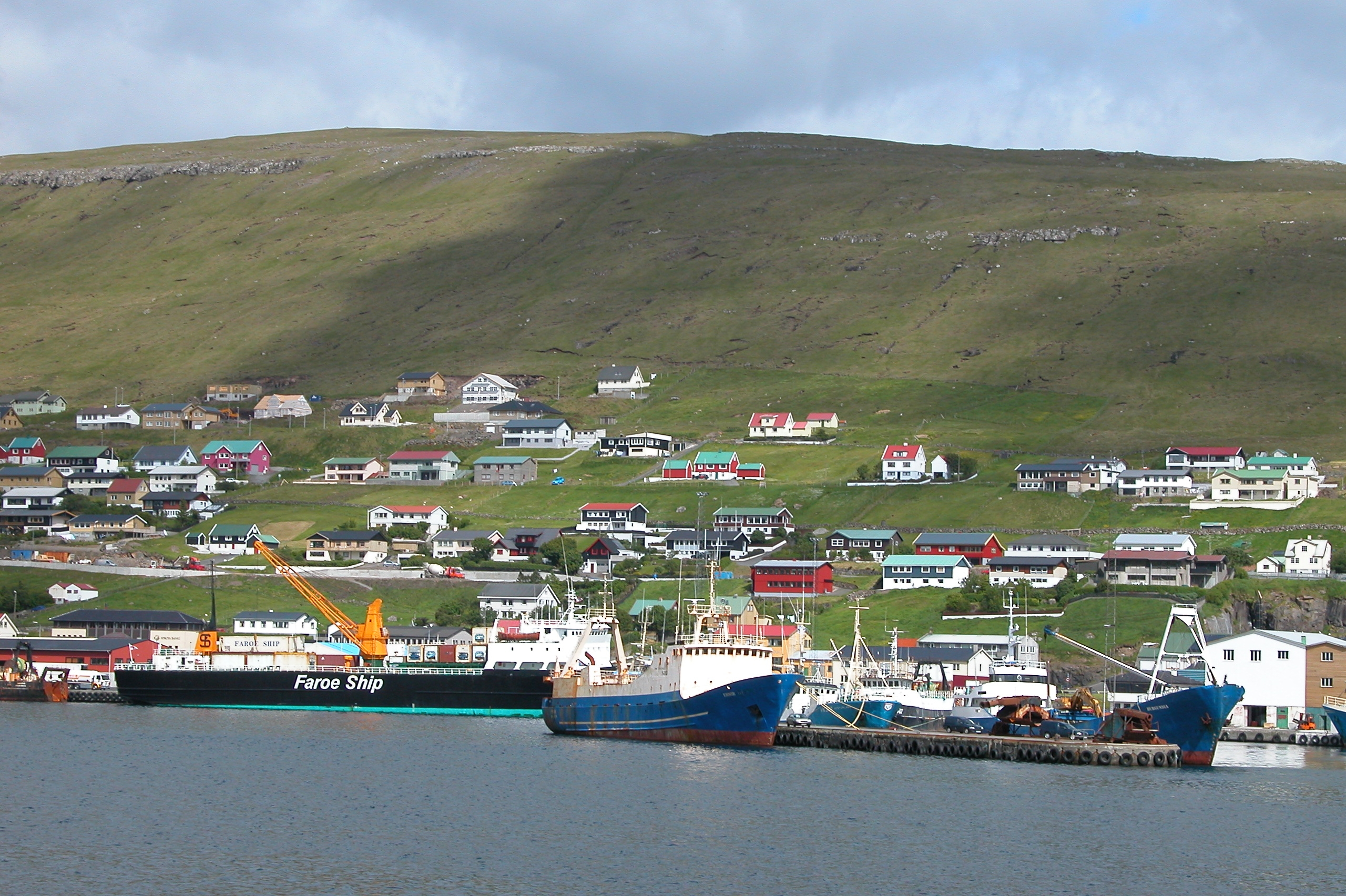
鲁纳维克港口
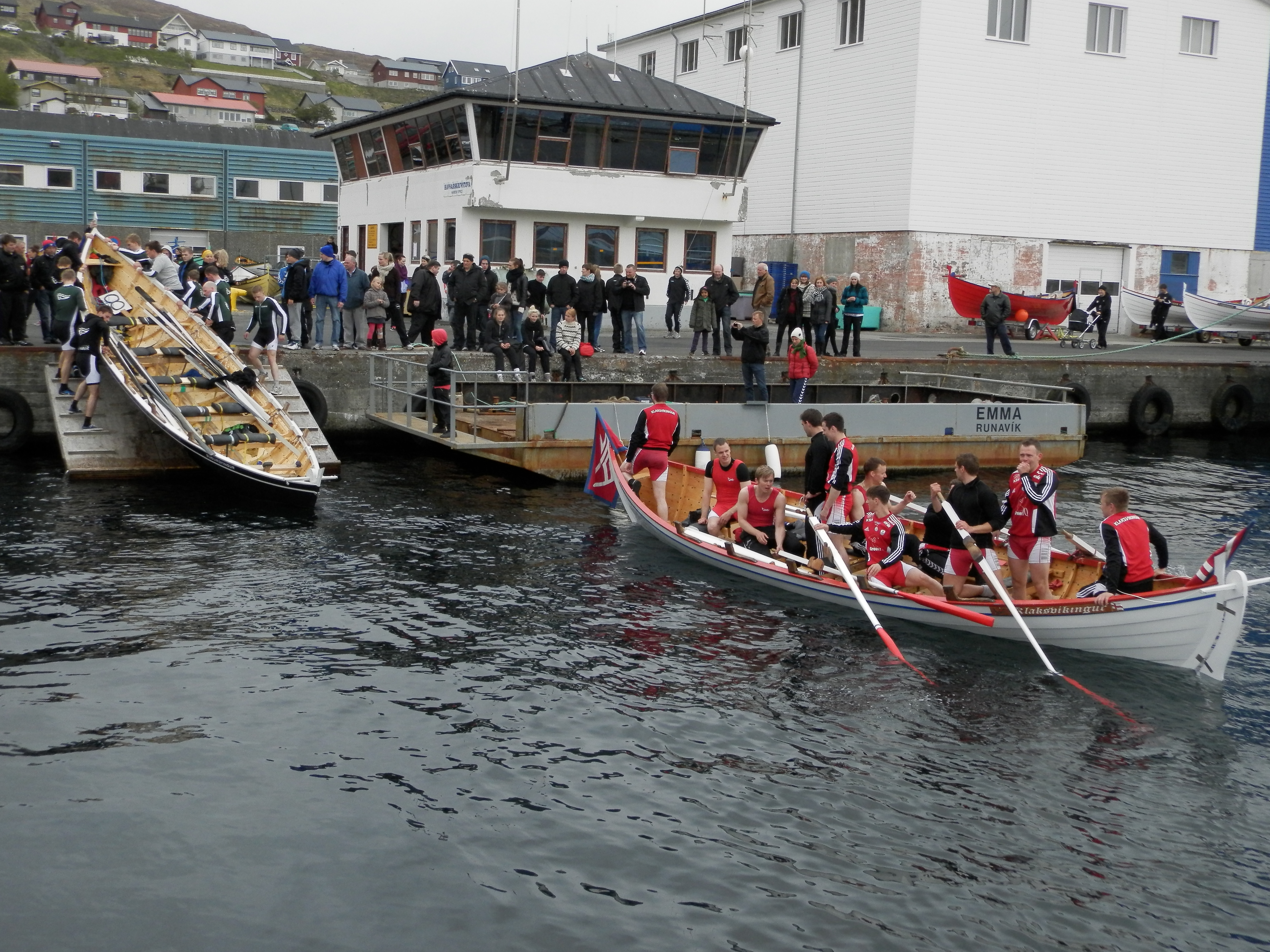
2012年鲁纳维克港的划艇比赛
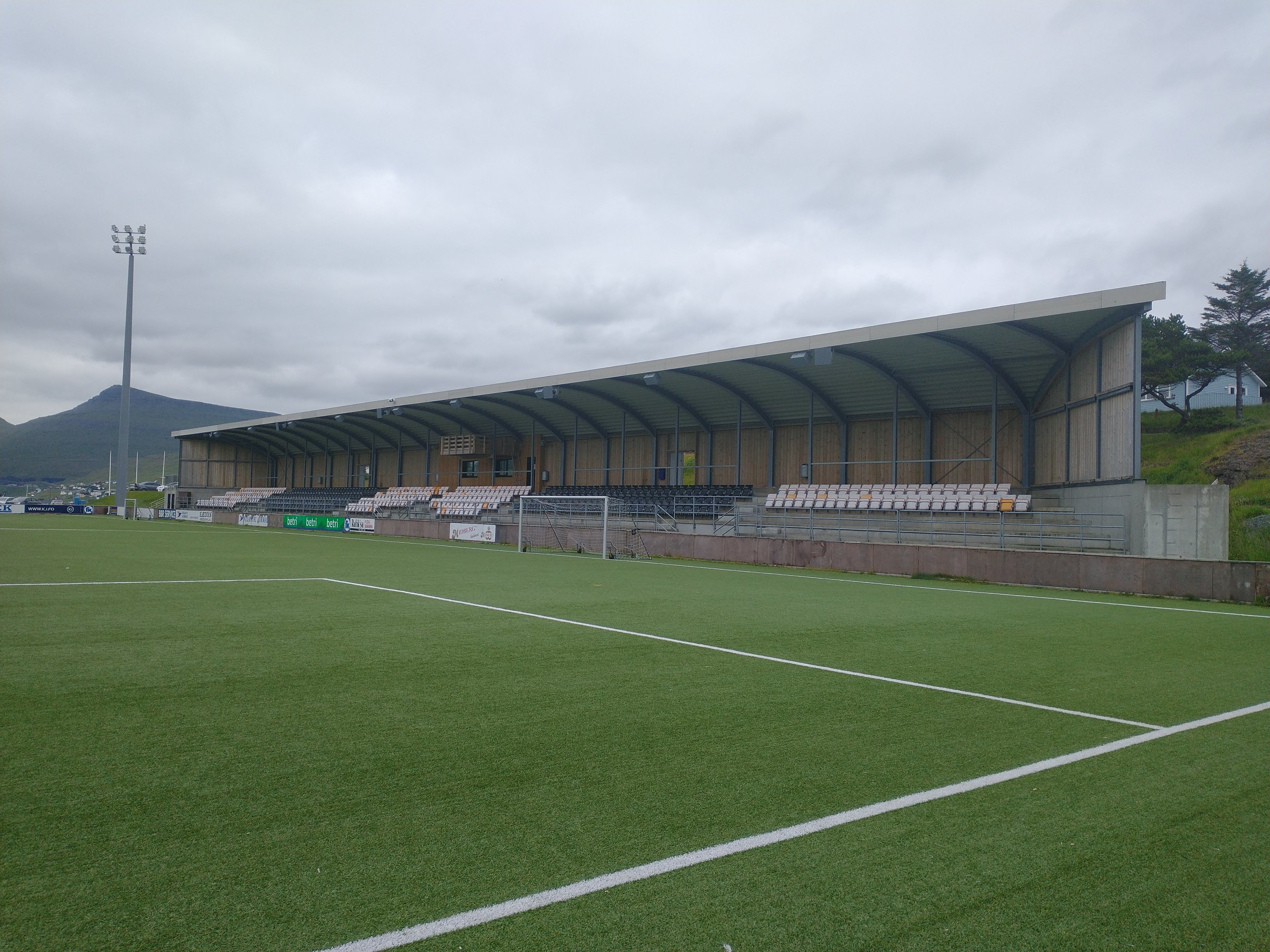
市镇内的足球场